# TYRANT SWORD Of NEOFALIA
『TYRANT SWORD Of NEOFALIA』（タイラント・ソード・オブ・ネオファリア）は、ガンダムの模型(ジオラマ）に関連した、雑誌の連載企画、小説、フォトストーリー。
月刊模型雑誌『ホビージャパン』1987年9月号から1988年2月号までの全6回が掲載された。同誌で1986年9月号から1987年8月号まで連載されていた『ジオンの星』に続いて始まった企画である。
同時期には、他誌の『モデルグラフィックス』1987年9月号から『ガンダム・センチネル』の連載が始まっていた。

## 概要
紙面での表記は「タイラント・ソード」。第１回は短期集中連載特別企画、第２回は短期集中連載特別企画、第３回は短期集中連載、第４回は特別連載企画、第５回は特別連載企画、最終回は特別連載企画と銘打たれた。
企画内容は、模型写真と小説を組み合わせたフォトストーリー（全5回）、デザイン/藤田一己とお手伝い/藍田豊による雑談を交えながら作中の設定を語る『The Art of T.SWORD』（全5回）、フォトストーリーに使用された模型（既存のガンプラの改造もしくはスクラッチビルド）の作例記事（全6回）で構成されている。

### フォトストーリー
「ガンダムワールド」をベースにしてオリジナル設定を付加、元地球連邦軍パイロットの架空の著書“ネオファリアの中で”からエピソードを抜粋して構成されたフォト・ストーリー。この物語はTVシリーズの機動戦士Ζガンダムとは、モビルスーツ（MS）の配備状況が微妙に異なっており、TV本編の設定にのっとったパラレル世界でのストーリーである。
本企画連載第３回目の1987年11月号に休載を挟み、全5回が連載された。
コンセプトワークは藍田豊（第1、2回）、藤田一己（第3、4、5回）。デザインは藤田一己（第1、2、3、4、5回）。ストーリーは藍田豊（第3、4、5回）。モデリングは千葉延雄（第1、2、3回）、原田正彦（第3、4、5回）、藤田伸二（第4回）、野本憲一（第5回）、女美由寿（第5回）が担当した。
原稿書を書いているのは藍田豊だが、設定担当、機体解説は藤田一己である。

### The Art of T.SWORD
本作品に登場する機体やキャラクターの設定をイラストを添えて、説明するコーナー。
連載第一回では、「The Art of T.SWORD」とは藤田と藍田の対談部分の名称だった。この対談部分は、連載第二回より説明ページから独立。
第二回が『藤田くんのわがままクラブ』、第三回が『フジタ君のデザイナートーク』、第四回が『藤田さんのラリパッパトーク』、第五回が『藤田くんのライナートーク（今回はハイプロだぜ!）』、第六回が『藤田くんのファイナルトーク』。
第三回『フジタ君のデザイナートークでは藍田豊に膨大な量の文芸、テクニカルデータ、MSがとても全部は出せそうにないと指摘されていて、藤田一己も説明不足だと自覚していた。

### 反響
連載開始後、月刊ホビージャパン宛に大量のハガキが送り届けられた。その投書の中には『なにがソードだ、モビルスーツをコケにするな!』と、手厳しい内容の葉書が送られてきた事もあった。だが同誌の投稿コーナー「アニメカン・グラフィティ(ANIMECAN GRAFFITY)」では、読者から送られてきた本作に登場した機体のイラストが掲載され、好評を博したようである。また、連載最終回では、同コーナーで「FOREVER TYRANT SWORD特別座談会 対談で大騒動!」Theme:『タイラント・ソードにおける2Dと3D間のギャップ及びその傾向と対策(!?)』が掲載され、本作を作る上での思い出や苦労話が語られた。

## あらすじ
小説パートは、主人公キース・マクレガーの手記である『ネオファリアの中で』からの抜粋という体裁をとっており、各エピソードの繋がりのない（SCENE.4と5を除く）断片的なものとなっている。
SCENE.1
辺境守備艦隊のサラミス級巡洋艦「 ビルケニア」所属のキースは、AE社に出向が決まる。現隊での最後の任務として、チームメイトのロジャーとヒギンズの2名とジムII改に搭乗してネオ・ジオンのモビルスーツ (MS) 隊と交戦、6機はマラサイであるが1機は照合不能な新型機であった。辺境守備艦隊のパイロットの中では新型MSとの接触は名誉なことであり、チームメイトはプレゼントとしてキースに新型機を譲る。キースは新型機に向かって加速する。
SCENE.2
AE社第13開発局「ネオファリア」に出向となったキースは、ネモ・ソード改のパイロットとしてテストをおこなう。しかし、背部のSEジェネレーターが暴走、猛烈な加速が止まらなくなる。なかば意識を失いかけていたキースは、ネイナ・ラフィット・ファルムの通信に従ってSEジェネレーターを強制排除して生還。AE社の医療センターのキースの病室で、ネイナはテスト時の記録テープをセットする。
SCENE.3
タイラント・ソードの完成とともに、ネオファリアは旧式艦「スピノソア」に移され、旧サイド5のコロニー「テキサス」近傍でテストが開始される。キースはタイラントに搭乗し、開発中の新型モビルアーマー (MA) 3機を仮想敵機に模擬戦をおこなうが、わずか180秒で全機撃破（認定）する。パイロットのキース自身も驚き、従来の機動兵器戦術論が無効と化すことを予見する。
SCENE.4
タイラントのテスト終盤に、木星師団の旗艦「ジュピトリス」を撃破せよとの命令がくだる。タイラントは、単機で接近するパプティマス・シロッコのメッサーラ・ディノファウスト・ジュピターと交戦。激闘の末、互いにダメージを受けメッサーラは後退、タイラントも行動不能となる。この戦いは、キースの中の“ネクスト・ワン”を目覚めさせることになるが、まだ本人は気付いていない。
SCENE.5
シロッコとの思わぬ接触により、作戦決行が予定より大幅に早められることとなる。スピノソアでタイラントは修復されるとともに、タイラント・ソード改“アグレス”として仕様変更される。無人機であるスレイヴ・ソード2機とともにタイラントは出撃、木星師団の艦隊の真っ只中に突入。キースの中の“ネクスト・ワン”が発現し、タイラントおよびSEシステムと一体化、無意識のうちにSEフィールドを集中させ、総計84機のメッサーラ・ディノファウスト・アルファの群れを瞬時に全滅させ、ジュピトリスにも損傷を与える。しかし、ジュピトリスの逃走を許してしまう。
この戦闘によって戦力の大半を失ったシロッコは、ティターンズへの接近を図る。その後ネオファリアは解体され、キースは軍に戻り最前線へと送り込まれる。

## 登場人物

### ネオファリアの人物
キース・マクレガー
26歳。元は地球連邦軍辺境守備艦隊MS部隊のエースで、階級は中尉だった。
性格のためか、冷静さに欠ける面もあるが腕は一流である。
”ネクスト・ワン”と呼ばれる能力の潜在的保有者であり、NF（ネオファリア）による調査の結果ピックアップされ、SE計画の専属テストパイロットとしてアナハイムに出向を命じられタイラント・ソードを駆る事となった。彼の能力が覚醒する時、タイラントもその真の姿を現す。
『月刊ホビージャパン』1988年1月号の『The Art of T.SWORD』第五回で、藤田一己によるパイロットスーツを着たモノクロ画が掲載された。
ネイナ・ラフィット・ファルム
3?才（ラフ画像での説明では、30ん才）。年齢が高いのは藤田が年増が好きだからである。
ミノフスキー物理学の権威。SE計画の提唱者で、タイラント・ソードの開発者。旧ジオンの出身。
独身で、キースを実験の対象としか考えていなかったが、やがて……という説もあると書かれるが、フォト・ストーリー中でそこまで仲が進展する事は無かった。
『月刊ホビージャパン』1988年1月号の『The Art of T.SWORD』第五回で、藤田一己によるアナハイム社の制服を着たモノクロ画が掲載された。タレ目気味で、めがねをかける事もあると書かれた通り、SCENE.5では眼鏡をかけていたが外すシーンがある。
藤田の構想によれば、裏設定がたくさんあり、実は十代にして博士号を取った、ガンダム系のMSが嫌い、キースと「トップガン」するなどの構想があったが、本編で出される事はなかった。

### 地球連邦軍の人物
ロジャー
辺境守備艦隊のキースの同僚。マラサイ達の相手を自分とヒギンズで引き受けて、新型機体と接触する名誉をキースに譲ってくれた事から、気前がいい男のようである。
ヒギンズ
辺境守備艦隊のキースの同僚。

### 木星師団の人物
パプティマス・シロッコ

木星師団（ジュピターズ）の長。今作の設定では、強化人間の実験を目的にかつて木星へ送り込まれた試験管ベビー型ニュータイプであると言われている 。
SCENE.4から登場し、メッサーラ・ディノファウスト・ジュピターに乗って単機で、タイラント・ソードに搭乗するキースと戦いを繰り広げた。
SCENE.5では登場しないが、キースによって自分の保有していた総数84機のメッサーラ・ディノファウスト・アルファ部隊を壊滅させられ、ティターンズに接触を図る事となった。

## 登場兵器
フォト・ストーリーに登場する機体、および第6回掲載の「U.C.0087における各勢力のMS配備状況」（以下「0087配備状況」と省略）に記載がある機体なども解説する。

### ネオファリアの兵器
ネモ・ソード改
SCENE.2に登場。キースが搭乗するが、SEジェネレーターに不調をきたす。
ネモ・ソード改プロト3（スレイヴ・ソード）
SCENE.3に登場する無人機。のちに改修される。
スレイヴ・ソード
SCENE.5に登場する無人機の改良型。
タイラント・ソード
SCENE.3および4に登場。SE計画の具体的かつ本格的な成果とされる。
タイラント・ソード改”アグレス”
SCENE.5に登場。実戦投入で露呈した些細なトラブルや欠点の改良を目的とした仕様。大規模破壊兵器「SEシステム」を搭載。
スピノソア
SCENE.3以降、SE計画のテスト母艦となる。「旧式艦」とされるが、艦種・艦級は不明。
新型MA
SCENE.3に登場。開発中の機体で、名称は不明。設定画はないが、模擬戦でキースはその外観から機動性の高い機体と判断している。しかしタイラントの敵ではなく、わずか180秒で全機撃破（認定）される。キースによれば、回避せずに直接戦闘に転じていれば5秒とかからず全機撃破できたとされる。
パシケファロ・ソード
第6回の「藤田くんのファイナルトーク」およびタイラント・ソード改”アグレス”の機体解説に名称のみ登場する無人機。強力な火器を用い、SE計画の最終段階の構想ではタイラントの前衛として3機が随伴する予定。
アパト
アグレスの機体解説に名称のみ登場する無人機。後方支援用で、SE計画の最終段階の構想ではタイラントに2機が随伴する予定。
イクチオン
アグレスの機体解説に名称のみ登場する無人機。情報収集用に索敵能力が高められており、SE計画の最終段階の構想ではタイラントに1機が随伴する予定。

### 地球連邦軍の兵器
ネモ（スタンダード・インプルーブメント）
一年戦争後、GMの後継機として開発された量産型MS、ネモ（型式番号：RS-81）に若干の改良を加え量産されたタイプ。STI（スタンダード・インプルーブメント）と呼ばれるが、改良前と変わらず「ネモ」とも呼ばれる。
「0087配備状況」でば、「ネモ」がティターンズに配備されている。なお、同項目には「地球連邦軍」はない。
初期生産型のネモは、ガンキャノンとジムを合わせたような重装甲および高火力を目指した万能型として設計された結果、兵器としては中途半端になり、機動性に難があったことから評判も悪かった。改良型の本機でも失敗作の汚名は返上できず、主力MSの座はジムIIに移行してゆく。また、バリエーション機として、偵察型、後方支援型、迎撃型も存在する。
第2回に設定画と詳細な設定が掲載されたが、作例やフォト・ストーリーには登場しない。
ジムII改
SCENE.1に登場。ジムII（型式番号：RS-82B）を辺境守備艦隊用に徹底改良した機体。フォトストーリーでは単に「ジムII」と呼ばれる。
索敵能力や機動性（脹脛部スラスターを強化）が大幅に強化されており、のちのガンダムMk-IIやサムのテストベースとしても使用されている。塗装は白を基調に紺色のスプリッター迷彩がほどこされている。
「0087配備状況」では、「ジムII-R」がティターンズに配備されている。
原型機の「ジムII」の名称は、完成した機体がジムと酷似していた事に由来している。ネモとは対称的に機動性を重視した設計で、その性能はガンダムに匹敵し、ネモに替わって連邦軍の主力MSとなる。
ビルケニア
SCENE.1に登場。辺境守備艦隊所属のサラミス級宇宙巡洋艦。設定画はない。

### エゥーゴの兵器
リック・ディアス
「0087配備状況」に名称のみ登場。
エプシィG
「0087配備状況」に名称のみ登場、「プロトタイプ」とされる。また、ソード・システムに使用された技術がスピンオフされた代表的な機動兵器のひとつに挙げられている。
ゼータ (ZETA)
「0087配備状況」に名称のみ登場、「開発中」とされる。ミータから繋がる「Ζ計画」によって開発され、ソード・システムに使用された技術がスピンオフされた代表的な機動兵器のひとつに挙げられている。
メタス
「0087配備状況」に名称のみ登場、「開発中」とされる。

### ティターンズの兵器
ガンダムMk-II
第1回のジムII改の設定解説に名称のみ登場、ジムII改がベースとなっている。
「0087配備状況」では、「Mk-II・G」がティターンズで「開発中」とされる。
サム (SAM)
第1回のジムII改の設定解説に名称のみ登場、ジムII改がベースとなっている（型式番号：RX-86）。「0087配備状況」ではティターンズの「主力機」とされ、イラストも掲載された。
ギャプラン
「0087配備状況」に名称のみ登場、「実験機」とされる。

### 木星師団の兵器
メッサーラ・ディノファウスト・アルファ (MESSALA DINOFAUSTα
SCENE.5に登場（型式番号：ABFS-RR 01M）。
木星師団の主力モビルアーマーとして、パプティマス・シロッコが地球侵攻作戦を目的に設計・開発した機体。一撃離脱戦法に主眼が置かれ、機体上部に巨大なエンジン・ユニットが2機マウントされている。これに、それまで搭載不可能とされていたメガ・ビーム・ランチャーを直結させることで実現している。このユニットは被弾した際に即座に切り離すことが可能。また、モノアイ・ユニットのほかに股間部に長距離用のセンサー・クラスターを装備。オプションとして機体側面のラッチに拡散ビーム砲や各種ミサイル（大型のクラスター・ミサイルを2基搭載したミサイル・ポッド）などのウェポン・パックを装備可能。塗装はダーク・バイオレットを基調とする。最終的に木星コロニーで後述のディノファウスト・ジュピターを除く86機が生産されたと言われる。
メッサーラ・ディノファウスト・ジュピター (MESSALA DINOFAUST JUPITER)
SCENE.4に登場（型式番号：ABFS-RR 01S）。
メッサーラ・ディノファウスト・アルファを、シロッコ専用にカスタマイズした指揮官機。本作以前に発行された、小説版『機動戦士Ζガンダム』の口絵に掲載された藤田によるリファイン版メッサーラとほぼ同じ外観である。
ソードに唯一対抗出来る機体で、ネイナによれば「あらゆる面において既存のMSを超越した存在」とされる。ディノファウスト・アルファと異なり、側面のラッチには近接戦闘用のマニピュレーターを装備、それぞれ3本のクロー（「ほとんど飾り」とされる）、メガ・ビーム砲1基、パルス・レーザー砲3基が搭載されている。また、センサー・クラスターも強化されている。塗装は白を基調に一部黒で塗り分けられている。なお、公式記録上では本機が唯一実戦に投入されたメッサーラとされている。
ガブスレイ・ジュピター
連載第3回の「フジタ君のデザイナートーク」および「0087配備状況」に名称のみ登場。
パラス・アテナス
「0087配備状況」に名称のみ登場、「開発中」とされる。
ジュピトリス
SCENE.4および5に登場。木星船団の旗艦で、全長3キロメートル。設定画はない。
ロンバルディア級
SCENE.5に登場。原作版でのロンバルディア級は「宇宙戦艦」とされるが、本作では「巡洋艦」である。ジュピトリスの僚艦である2隻が、スレイヴ・ソードの攻撃により撃沈される。設定画はない。

### ネオ・ジオンの兵器
マラサイ
SCENE.1に登場（型式番号：NMS-04）。ネオ・ジオンの主力MSだが、性能的にはジムIIにおよばない。設定画はないが、藤田によればデザインは原作版と異なり「もっとスマートなやつを考えてる」とのこと。
新型MS
SCENE.1に登場。フォルムは従来のものとは一線を画するとされる。設定画はないが、藤田によれば「ガザでもガルスでもないタイプ」とのこと。
ドム / ゲルググ / ザクIII（ザクII改）
「0087配備状況」に名称のみ登場。
ガザ (GAZA)
「0087配備状況」に登場、「開発中」とされる。イラストも掲載されたが、外観は原作版のガザ・シリーズとはまったく異なる。
キュベレイ
「0087配備状況」に名称のみ登場、「開発中」とされる。

### その他所属不明の兵器
バイアラン
連載第3回の「フジタ君のデザイナートーク」で名称のみ登場。
ミータ
「フジタ君のデザイナートーク」で名称のみ登場。パシケファロ・ソードの実験機であり、のちに「Ζ計画」へと繋がる機体。
ギーガ
「フジタ君のデザイナートーク」で名称のみ登場。Ζ計画によって開発された機体。
シータ
連載第6回の「藤田くんのファイナルトーク」で名称のみ登場。Ζ計画によって開発された機体。
なお、『ガンダム・センチネル』ではΖΖガンダムのAE社での開発コードは「θ（シータ）」とされる。
ディジェ・ソード
連載第6回の「タイラント・ソードの世界」で名称のみ登場。ソード・システムに使用された技術がスピンオフされた代表的な機動兵器のひとつに挙げられている。

## 設定・用語

### 出版物
ネオファリアの中で
U.C.0118年に刊行された出版物。軍の極秘プロジェクトを暴露して、センセーショナルを巻き起こしたとされる 。著者はキース・マクレガー。
『藤田くんのファイナルトーク』で藤田一己に「キースがどういう経緯でこの本を書くに至ったか」を聞かれた藍田豊は「実はあまり考えていないが、よくあるオカルトネタに近い部分があるのではないか」と答えた。

### 組織
地球連邦政府

この時代では、AE（アナハイム・エレクトロニクス）社の傀儡である主流派、ティターンズ、エゥーゴの勢力がひしめき合い、微妙なパワーバランスの上に成り立っていた。
SCENE.5では、機動兵器ソードが、その内包するシステムによって時空間をも制御することが可能で、その存在は連邦の存亡すら脅かしかねないので疎ましい存在と気付いた連邦の上層部は、ネオファリアを見捨て、ジュピターズ（木星師団）とタイラント・ソードを共倒れさせる事を目論んだ。
辺境守備艦隊
ネオ・ジオンによる領域侵犯を阻止し、その動向を監視する使命が科せられた艦隊。
地球連邦が戦後処理に追われている間、ネオ・ジオンはアステロイドベルトの一つを拠点として着々と力を蓄えていたが、そこへ推し進めるだけの兵力は連邦軍に残されていなかった。それを良いことに、輸送船襲撃などネオ・ジオンの領域侵犯による被害が後を絶たなかったのである。
SCENE.1の時点では、キース・マクレガー、ロジャー、ヒギンズが所属していたが、キースは後にAE社へ出向し隊を離れている。
木星師団（ジュピターズ）
パプテマス・シロッコを長として、木星船団（ジュピトリス）の精鋭達によって組織された教導部隊。
彼等は連邦の軍人でありながら、独自のMS、MAを駆り、独自の命令系統を持っており、連邦の新勢力として台頭しつつある。
AE社

自分達の傀儡とした連邦政府の主流派、ティターンズ、エゥーゴとは何らかの形で関わりを持っていた。
SCENE.3では、ソードの存在自体が危険なものであったから、主流派以外にはソードの存在が知られる事は何としても避けようと、完成したタイラント・ソードのテストをテキサス付近の宙域で行う、一計を案じた。
ネオファリア
SCENE.2からキースが所属するAE（アナハイム・エレクトロニクス）社の第13開発局、その俗称。
SCENE.5の戦いの後、閉鎖されてしまう。

## 商品化
2019年現在、単行本化などはなされていない。
2014年には、1/144スケールのタイラント・ソードのレジンキットが、株式会社ボークスによってキャラホビ限定商品として発売されており、翌2015年にも再発売がなされている。